# Johann Michael Diepolder
Johann Michael Diepolder (* 3. März 1820 in Lachen; † 7. Mai 1903 in Regensburg) war ein bayerischer Beamter sowie Abgeordneter der Bayerischen Abgeordnetenkammer und des deutschen Zollparlaments.

## Leben
Diepolder besuchte das Gymnasium in Dillingen an der Donau und studierte von 1838 bis 1843 Rechtswissenschaft sowie Kameralwissenschaft in München. Anschließend war er bei Gerichts- und Finanzbehörden tätig. 1849 wurde er Sekretär beim Bayerischen Staatsministerium für Handel. 1851 wurde er Oberzollassessor und als Zollvereinskontrolleur nach Preußen abgeordnet. 1857 wurde er Ministerialassessor und 1867 Ministerialrat im Bayerischen Handelsministerium.
Johann Michael Diepolder war von 1869 bis 1875 Mitglieder der Kammer der Abgeordneten für den Wahlkreis Regensburg. Von 1868 bis 1870 gehörte er als Abgeordneter des Wahlkreises Oberpfalz 1 (Regensburg, Burglengenfeld, Stadtamhof) dem Zollparlament an. Er vertrat die politische Richtung der Bayerischen Patriotenpartei.